# 1º maggio
Il 1º maggio o primo maggio è il 121º giorno del calendario gregoriano (il 122º negli anni bisestili). Mancano 244 giorni alla fine dell'anno.
In quanto primo del mese, a differenza degli altri giorni, è solitamente scritto con l'indicatore ordinale; tuttavia, sebbene sconsigliabile, è in aumento l'uso della forma con il numerale cardinale (1 maggio).

## Eventi
- 305 – Diocleziano e Massimiano lasciano l'incarico di imperatore romano
- 1282 – Battaglia di Forlì: i ghibellini forlivesi vincono i francesi, inviati da papa Martino IV, abbattendone una consolidata fama di imbattibilità
- 1328 – Guerre d'indipendenza scozzesi: con il Trattato di Edimburgo-Northampton l'Inghilterra riconosce la Scozia come nazione indipendente
- 1531 - Nella Repubblica di Lucca ha inizio la Rivolta degli Straccioni
- 1562 – Canonizzazione di Francesco da Paola
- 1699 – Pierre Le Moyne d'Iberville fonda il primo insediamento europeo nella valle del Fiume Mississippi
- 1707 – L'Atto di Unione unisce la Scozia a Inghilterra e Galles, che formano così il Regno di Gran Bretagna
- 1753 – Pubblicazione dello Species Plantarum di Linnaeus, e data formale di inizio della tassonomia delle piante adottata dal Codice internazionale per la nomenclatura botanica
- 1776 – Johann Adam Weishaupt fonda gli Illuminati a Ingolstadt, Germania
- 1786 – Si tiene a Vienna la prima dell'opera Le nozze di Figaro di Wolfgang Amadeus Mozart
- 1790 – Gli Stati Uniti d'America completano il loro primo censimento
- 1828 - Omicidio a Piana dei Greci (oggi Piana degli Albanesi) del sacerdote di rito greco, papàs (don) Francesco Ferrara Petta.
- 1840 – Il francobollo Penny Black viene messo in vendita nel Regno Unito
- 1851 – Apre i battenti ad Hyde Park nella città di Londra la Great Exhibition del 1851, ovvero la prima esposizione universale
- 1869 – Le Folies Bergère aprono a Parigi
- 1873 – L'Esposizione universale apre a Vienna
- 1884 – Proclamazione della richiesta della giornata lavorativa di otto ore negli USA
- 1886 – Inizio dello sciopero generale che porterà a ottenere le otto ore lavorative negli USA: questo evento viene oggi commemorato come "Primo maggio", "Festa dei lavoratori" o "Festa del lavoro" nella maggior parte delle nazioni industrializzate; la data ricorda anche le vittime degli incidenti di Chicago che segnarono l'inizio delle lotte operaie
- 1893 – Buffalo Bill mette in scena il suo primo Wild West Show
- 1898 – Guerra ispano-americana, battaglia della baia di Manila: l'esercito statunitense distrugge la flotta spagnola del Pacifico nella prima battaglia della guerra
- 1925 – Viene pubblicato il Manifesto degli intellettuali antifascisti
- 1931 – Viene inaugurato a New York il grattacielo Empire State Building
- 1941 – Si tiene a New York la prima del film Quarto potere di Orson Welles
- 1945:
  - Seconda guerra mondiale, Germania: il cancelliere del Terzo Reich Joseph Goebbels e sua moglie Magda si suicidano insieme nel bunker della Cancelleria di Berlino dopo aver ucciso tutti i loro sei figli nel sonno
  - Seconda guerra mondiale, Italia: le truppe della Wehrmacht in ritirata nel bellunese uccidono otto persone tra partigiani e civili nelle località di Veneggia, Fiammoi e La Rossa in quello che verrà ricordato come l’Eccidio di Fiammoi; nello stesso giorno, altre truppe della Wehrmacht in ritirata uccidono cinque civili pressi di Tricesimo (UD) poiché sospettati di appartenere al movimento di liberazione: si trattava di Costante Del Mas, Giovanni Antonio Iannis, Pietro Iannis, Giuseppe Pellizzari e Remo Otello Tosolino
- 1947 – 11 persone (due bambini e nove adulti) vengono uccise e altre 27 ferite nella Strage di Portella della Ginestra
- 1948 – Viene fondata la Repubblica Democratica Popolare di Corea con Kim Il-sung come presidente
- 1950 – Guam diventa una territorio non incorporato degli USA
- 1953 – Viene aperto il mercato dell'acciaio nell'ambito della Comunità europea del carbone e dell'acciaio, organo antecedente alla Unione europea
- 1954 – In Giappone viene fondata la città di Taku
- 1956 – Il vaccino antipoliomelite sviluppato tre anni prima da Jonas Salk viene reso disponibile al pubblico
- 1960 – Guerra fredda: Francis Gary Powers, a bordo di un aereo-spia U-2, viene abbattuto nel cielo dell'Unione Sovietica dando inizio alla crisi degli U-2
- 1967 – Elvis Presley e Priscilla Beaulieu si sposano
- 1972 – Guerra del Vietnam, Offensiva di Pasqua: le truppe nordvietnamite catturano Quang Tri, ottenendo l'effettivo controllo dell'omonima provincia
- 1978 – Il giapponese Naomi Uemura, viaggiando in slitta, diventa la prima persona a raggiungere in solitaria il Polo nord
- 1979 –  La Groenlandia diventa una provincia della Danimarca
- 1982 – L'Esposizione mondiale apre a Knoxville, Tennessee
- 1983 – A San Juan Edwin "El Chapo" Rosario vince il titolo vacante della WBC, categoria pesi leggeri, battendo Jose Luis Ramirez ai punti in 12 round, e divenendo così il 14º campione del mondo di pugilato
- 1991 – Papa Giovanni Paolo II pubblica la lettera enciclica Centesimus Annus per i cento anni della Rerum Novarum di papa Leone XIII
- 1994 – Il pilota di Formula 1, Ayrton Senna muore durante il Gran Premio di San Marino
- 1995 – Pesanti attacchi serbi su Sarajevo e, per ritorsione, attacchi aerei della NATO su depositi di munizioni serbi
- 2003 – Il presidente degli Stati Uniti d'America George W. Bush dichiara formalmente la fine della Seconda guerra del golfo
- 2004 – Entrano a far parte dell'Unione Europea dieci nuovi Paesi: Cipro, Estonia, Lettonia, Lituania, Malta, Polonia, Repubblica Ceca, Slovacchia, Slovenia e Ungheria
- 2009
  - In Svezia i matrimoni tra persone dello stesso sesso hanno valore legale a partire da questa data; potranno essere celebrati anche dalla Chiesa luterana svedese, come già avveniva in Norvegia
  - La FIAT acquisisce il controllo operativo di Chrysler
- 2010 – In Cina viene inaugurata l'Esposizione universale di Shanghai
- 2011 – Papa Giovanni Paolo II viene proclamato beato
- 2015 – In Italia viene inaugurata l'Esposizione universale di Milano

## Nati
Ci sono circa 1 230 voci su persone nate il 1º maggio; vedi la pagina Nati il 1º maggio per un elenco descrittivo o la categoria Nati il 1º maggio per un indice alfabetico.

## Morti
Ci sono circa 530 voci su persone morte il 1º maggio; vedi la pagina Morti il 1º maggio per un elenco descrittivo o la categoria Morti il 1º maggio per un indice alfabetico.

## Feste e ricorrenze

### Civili

#### Internazionali
- Festa dei lavoratori

#### Nazionali
- Cipro: festa della gioventù e degli sport
- Finlandia: Vappu, festa degli studenti e dei lavoratori, conosciuta come la fine del lungo inverno scandinavo
- Germania: notte di Valpurga
- Isole Marshall: festa della costituzione e dell'indipendenza
- Italia: Calendimaggio
- Regno Unito: May Day
- Stati Uniti d'America: Save the Rhino Day, giornata per la salvaguardia del rinoceronte

### Religiose
Cristianesimo:
- San Giuseppe, lavoratore
- Sant'Agostino Schoeffler, sacerdote e martire
- Sant'Amatore di Auxerre, vescovo
- Sant'Andeolo del Vivarais, martire
- Sant'Aredio di Gap, vescovo
- Sant'Asafo, vescovo
- Santa Berta, regina
- San Brioco, vescovo e abate
- San Geremia, profeta
- Santi Giovanni de Zorroza e Giovanni de Huete, mercedari e martiri
- Santi Gistaldo e Gundebado
- Santa Grata di Bergamo
- Sant'Ipolisto, martire
- San Jean-Louis Bonnard, missionario e martire
- San Marculfo, abate
- Sant'Orenzio di Auch, vescovo
- Santi Orenzio e Pazienza, sposi e martiri
- San Pellegrino Laziosi, frate servita
- San Riccardo Pampuri, religioso
- San Sigismondo, re e martire
- San Teodardo di Narbona, vescovo
- San Torquato, vescovo
- Santa Valpurga di Heidenheim, badessa
- Beato Aldebrando di Fossombrone, vescovo
- Beato Clemente Šeptyc'kyj, sacerdote e martire
- Beato Giuliano da Valle (Cesarello)
- Beata Mafalda del Portogallo, badessa
- Beata Petronilla di Moncel, badessa
- Beato Vivaldo da San Gimignano, eremita

Religione romana antica e moderna:
- Calende
- Maia
- Lari Pubblici
- Bona Dea Subsaxana
- Ludi Florali, quarto giorno

Druidismo e Wicca:
- Beltane, primo giorno di estate nella moderna Irlanda e antica festa celtica.

Ásatrú:
- Walpurg, commemorazione dei caduti in battaglia e celebrazione delle divinità connesse alla magia (la festività inizia al tramonto della sera precedente)

Fede nativa slava:
- Giorno di Zhivin e Rod, celebrazione di Živa, dea della vita, dell'amore e della fertilità, e di Rod, personificazione del fato

Neopaganesimo celtico-ligure: 
- Giorno sacro al dio Belanu e alla dea Belisma, divinità legate al fuoco, alla luce e alla fertilità